# Henk Timmer
Hendrik "Henk" Timmer (ur. 3 grudnia 1971 w Hierden) – piłkarz holenderski, bramkarz, reprezentant kraju.
Treningi piłkarskie rozpoczynał w klubie amatorskim VV Hierden, a debiut zawodowy zaliczył 23 grudnia 1989 w barwach PEC Zwolle (później pod nazwą FC Zwolle). Związany był z tym klubem, nieprzerwanie występującym w I lidze (Eerste divisie, odpowiednik polskiej II ligi) do sezonu 1999/2000, w tym jako podstawowy bramkarz od 1992. Wystąpił łącznie w 285 spotkaniach Eerste divisie. W 2000 przeniósł się do grającego w ekstraklasie (Eredivisie) AZ Alkmaar. W sezonach 2001/2002 i 2002/2003 zaliczył krótkie epizody w klubach ścisłej czołówki holenderskiej (z Feyenoordem był na 3. miejscu w lidze, z Ajaxem Amsterdam na 2. miejscu), ale nie zdołał się przebić na pozycję pierwszego bramkarza i powrócił do Alkmaar. Wraz z tym zespołem osiągnął m.in. 3. (2004/2005) i 5. miejsce (2003/2004) w lidze oraz półfinał Pucharu UEFA w 2005 (AZ odpadł po dramatycznym dwumeczu ze Sporting CP, w którym decydująca o awansie zespołu portugalskiego bramka padła w ostatniej minucie dogrywki). W kolejnej edycji Pucharu UEFA Alkmaar odpadł już w 1/16 finału, również po dwumeczu kończonym dogrywką (z Realem Betis).
Do kwietnia 2006 Timmer zaliczył 131 meczów w ekstraklasie holenderskiej. 12 listopada 2005 w Amsterdamie debiutował w reprezentacji narodowej, wchodząc na drugą połowę meczu z Włochami (za Edwina van der Sara). Mecz zakończył się zwycięstwem Włochów 3:1 (do przerwy 2:1).
Prywatnie Timmer jest towarzyszem życiowym łyżwiarki szybkiej Marianne Timmer (zbieżność nazwisk przypadkowa). Oświadczył się jej za pośrednictwem telewizji w czasie igrzysk olimpijskich w Turynie w lutym 2006, na których Marianne zdobyła złoty medal w biegu na 1000 m.